# Basile (Louisiane)
Pour les articles homonymes, voir Basile.
Basile est une ville, des paroisses de l'Acadie et d'Evangeline, en Louisiane, aux États-Unis,.

## Source de la traduction
- (en) Cet article est partiellement ou en totalité issu de l’article de Wikipédia en anglais intitulé « Basile, Louisiana » (voir la liste des auteurs).